# 桑原りさ
桑原 りさ（くわはら りさ、1977年10月17日 - ）は、日本のフリーアナウンサー。熊本県熊本市出身。

## 人物・来歴
成城大学文芸学部マスコミュニケーション学科卒業。キー局のアナウンサー採用試験で不合格となり、大学卒業後は圭三プロダクションに所属して、フリーアナウンサーとなる。
NHK教育の番組を中心に活動（後述）。
香港の国営ラジオにも出演し、日本人の生声が電波にのった最初の人物となる。
2006年より、コロンビア大学国際公共政策大学院へ留学し、2008年に修士号取得。留学時代には学生の傍ら「国連フォーラム」幹事を務め、雑誌「リベラルタイム」でコラムを執筆していた。
日本帰国後の2008年9月より、『日経CNBC』のキャスター、『NHK海外ネットワーク』の司会を歴任。同時に、アメリカ留学時代からの夢であったクッキー製造販売会社を設立して社長に就任（本社は地元・熊本市）。
『海外ネットワーク』が終了した直後の2015年春、それまで所属していた圭三プロダクションを離れ、永井美奈子の不在時のピンチヒッターとして成城大学でマスコミュニケーション学を教える教員をした事もある

## 出演番組

### 過去
- ティーンズTV サイエンスワンダーワールド（NHK教育）
- 英会話 トーク&トーク（NHK教育）
- 英語ビジネスワールド（NHK教育）
- よこはまの語りべ パーソナリティー（FMヨコハマ）
- 日経CNBC キャスター（2008年9月 - 2009年12月）
- NHK海外ネットワーク 司会（NHK総合、2013年4月 - 2015年3月）
- Day by Day（JFNC、2016年4月 - 2018年3月、水・木担当）